# 吕萨克 (夏朗德省)
吕萨克（法語：Lussac，法語發音：[lysak]）是法国夏朗德省的一个市镇，位于该省东北部，属于孔福朗区。

## 地理
吕萨克（45°51'39"N, 0°27'48"E）面积11.7 平方千米，位于法国新阿基坦大区夏朗德省，该省份为法国西部内陆省份，北起德塞夫勒省和维埃纳省，东临上维埃纳省，东南至多尔多涅省，南至多爾多涅省，西接滨海夏朗德省。
与吕萨克接壤的市镇（或旧市镇、城区）包括：塞勒弗鲁安、博尼约尔河畔沙斯讷伊、尼约伊、圣克洛、叙欧。

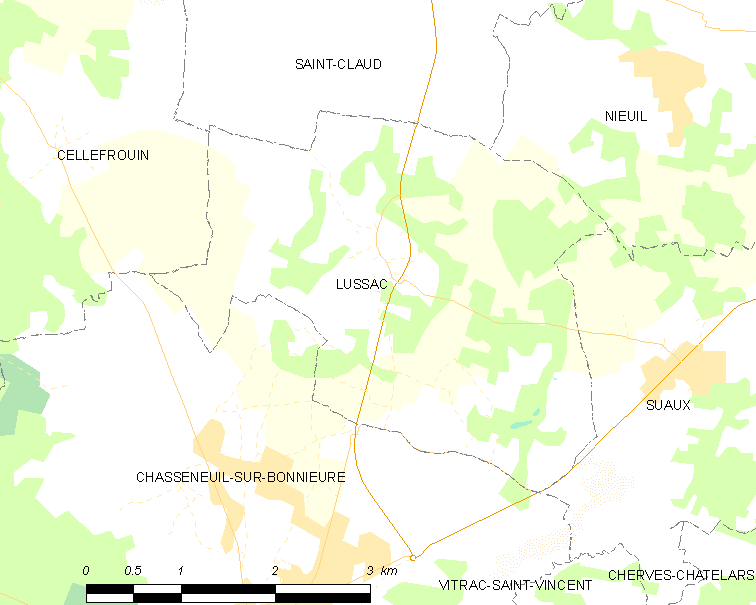
的OSM定位图

吕萨克的时区为UTC+01:00、UTC+02:00（夏令时）。

## 行政
吕萨克的邮政编码为16450，INSEE市镇编码为16195。

## 政治
吕萨克所属的省级选区为夏朗德-博尼约尔县。

## 人口

1962-2008年间人口变化图示

吕萨克于2022年1月1日时的人口数量为293人。